# Szung Sen-cung kínai császár
I. Sen Cung (宋神宗, I. Shenzong) (1048. május 25. – 1085. április 1.) kínai császár 1067-től 1085-ig.
Jing Cung (Yingzong) császár fiaként született, és édesapja halála után lépett a trónra. Uralkodása idején hajtotta végre radikális gazdasági és társadalmi programját Wang Ansih (1021–1086) kancellár. Alacsony kamatú állami hitelt adtak a parasztoknak, újra felmérték a földeket, hogy kiküszöböljék a méltánytalanságokat. Az állam bevételeit kereskedelem útján igyekeztek gyarapítani: az egyik tartományban felvásárolták az ott gyártott iparcikkeket, a másikban pedig eladták. A katonai erő növelése érdekében a császár és Wang minden falu számára kötelezővé tette védelmi csoportok felállítását. Az állam lovakat vásárolt, és szétosztotta őket az észak-kínai parasztcsaládok között, amelyek cserébe vállalták, hogy háború esetén egy családtag a lovasságnál teljesít majd katonai szolgálatot.
Bár I. Sen Cung (I. Shenzong) folytatta a reformok megvalósítását, Wang növekvő számú ellenségei miatt kénytelen volt leomondani posztjáról 1076-ban. A nagyszabású program a bürokraták meg nem értése következtében I. Sen Cung (I. Shenzong) halála után meghiúsultak.
A császár uralma alatt sok neves tudós és művész is működött, így Ojang Hsziu (1007–1072) és Szu Tung-po (1036–1101). I. Sen Cung (I. Shenzong) 18 évnyi uralom után, 1085-ben hunyt el 36 évesen. A trónon fia, Cse Cung követte.

## Lásd még
- A Szung-dinasztia családfája

| Előző uralkodó: Jing Cung | Kínai császár 1067 – 1085 | Következő uralkodó: Cse Cung |